# Commission extraordinaire des Douze
 (février 2017).
La Commission extraordinaire des Douze, dite Commission des Douze, fut pendant la Révolution française une commission de la Convention nationale, instaurée par les Girondins pour tenter de contrer la contestation de plus en plus vive émanant des sections parisiennes et des Montagnards. 
Elle entraîna, dans les jours qui suivirent son instauration, la journée du 31 mai et l'insurrection du 2 juin 1793, qui provoquèrent la chute des Girondins et le début du gouvernement révolutionnaire.

## Contexte
Au printemps 1793, la Convention, à majorité girondine, fait face à une coalition des monarchies européennes, après avoir déclaré la guerre à la Grande-Bretagne et aux Provinces-Unies en février et à l'Espagne en mars, tandis que des soulèvements se produisent sur le territoire, notamment en Vendée. Le bilan des premières batailles militaires est désastreux. Le 1er avril, le général Dumouriez, qui avait la confiance des Girondins, trahit et passe aux Autrichiens. La nouvelle est connue peu après dans la capitale et le 15 avril, une pétition signée par 35 des 48 sections de Paris, par la commune de Paris et le Club des Jacobins demande le retrait de 22 députés girondins.
Les Girondins veulent trouver les meneurs à l'origine de cette pétition, et d'une manière plus vaste, abattre le pouvoir de la Commune et des sections, qui représentent une opposition et une menace pour eux.

## Mission
Demandée par Barère, cette Commission, composée de douze membres, fut chargée d'examiner tous les arrêtés pris depuis un mois par le conseil général de la commune et les sections de Paris, de prendre connaissance de tous les complots tramés contre la liberté dans l'intérieur de la République. Elle entendra les ministres de l'Intérieur et des Affaires étrangères, les comités de sûreté générale et de salut public sur les faits venus à leur connaissance, relatifs aux conspirations qui ont menacé la représentation nationale, et prendra toutes les mesures nécessaires pour se procurer les preuves de ces conspirations, et s'assurer des personnes des prévenus.

## Composition
Le 21 mai fut élue une commission à très forte majorité girondine :
- Jean-Baptiste Boyer-Fonfrède,
- Jean-Paul Rabaut Saint-Étienne,
- Augustin Le Goazre de Kervélégan,
- François-Jérôme Riffard Saint-Martin,
- Louis-François-Sébastien Viger,
- Jean-René Gomaire,
- Bertrand de la Hosdinière,
- Jacques Boilleau,
- Étienne Mollevaut,
- Henry-Larivière,
- François Bergoeing,
- Jean-François Martin Gardien.

## Conséquences
Le 23 mai, la Commission annonça qu'elle débutait ses travaux. Le 24 mai, Viger fit un rapport à la Convention nationale sur la garde de la Convention à assurer pour déjouer les complots dont elle était menacée. Il présenta un projet de décret qui fut adopté après une très longue discussion entre Montagnards et Girondins.
Mais déjà, les sections de Paris se plaignaient des agissements des membres de la Commission. Celle du Contrat-Social s'éleva en premier, le 24 mai, contre la remise de ses procès-verbaux qui induisait une possible action judiciaire contre les sections de Paris, puis le conseil général de la commune de Paris vint dénoncer, le 25 mai, l'arrestation arbitraire d'Hébert, substitut du procureur de la commune de Paris, et son incarcération à l'Abbaye.
Le 27 mai, à la suite de nouvelles arrestations, Marat puis Thuriot demandèrent la suppression de la Commission des Douze. Henry-Larivière donna sa démission. Seize sections de Paris vinrent alors pétitionner à la Convention nationale contre la Commission. Profitant de l'heure tardive et de l'absence de plusieurs membres, la Convention nationale, sur proposition de Delacroix, décréta la mise en liberté des personnes arrêtées par la Commission des Douze, que celle-ci était cassée et que le Comité de sûreté générale examinerait la conduite des membres qui la composaient.
Le 28 mai, Osselin donna lecture du décret de l'Assemblée, pris dans la nuit. De violentes protestations s'élevèrent contre ce décret, soit qu'il n'ait pas été rendu, soit qu'il ait été pris sous la contrainte, soit qu'il ait été mal rédigé. Lanjuinais demanda qu'il fut rapporté. Après de nombreuses interventions, la Convention nationale décida qu'il serait procédé au scrutin par appel nominal pour déterminer si le décret serait rapporté.
Il y eut 517 votants ; 279 votèrent le rapport du décret et 238 se prononcèrent contre. En conséquence, malgré les protestations des Montagnards, la Convention nationale rapporta son décret de la veille qui cassait la Commission des Douze. Un décret fut cependant rendu que les citoyens emprisonnés par ordre de la Commission seraient remis en liberté. Rabaut Saint-Étienne donna sa démission de la Commission des Douze.
Le 30 mai, Bourdon de l'Oise dénonça la Commission pour avoir réquisitionné la force armée afin de garder le lieu de ses séances, l'hôtel de Breteuil. Puis une députation de 22 sections de Paris vint demander à la Convention nationale la cassation de la Commission et la traduction de ses membres au Tribunal révolutionnaire.
Le 31 mai, ce fut le début de l'insurrection à Paris. Thuriot demanda l'anéantissement de la Commission. Dernière passe d'armes entre Girondins et Montagnards à la Convention nationale.
Le 1er juin, une pétition des 48 sections du conseil général de la commune de Paris demanda le décret d'accusation contre 22 membres de la Convention nationale. Le Comité de salut public fut chargé de faire un rapport.
Le 2 juin, les sectionnaires, sous les ordres de Hanriot, nommé commandant provisoire de la garde nationale, se rassemblèrent et marchèrent sur la Convention. Ils étaient armés de piques et traînaient des canons à leur suite. Deux canons furent braqués sur les Tuileries. La Convention descendit dans la cour. Le président Hérault de Séchelles proclama l'ordre des représentants qui enjoignait à la force armée de se retirer. Rentrés en séance, les députés rendirent un décret d'arrestation contre les Girondins dénoncés.
La Montagne triomphait.